# Горелый Крест
Горелый Крест — река в России, протекает по Александровскому району Владимирской области. Длина реки составляет 13 км. Площадь водосборного бассейна — 56,9 км².
Река берёт начало у северной окраины деревни Арсаки и течёт преимущественно на восток до города Струнино, где впадает в Пичкуру.
Далее, уже в городе, река соединяется с рекой Черной, которая течет с юга мимо Следневского сельского поселения. От их слияния рождается новая река Пичкура.
Система водного объекта: Пичкура → Молокча → Шерна → Клязьма → Ока → Волга → Каспийское море.

## Данные водного реестра

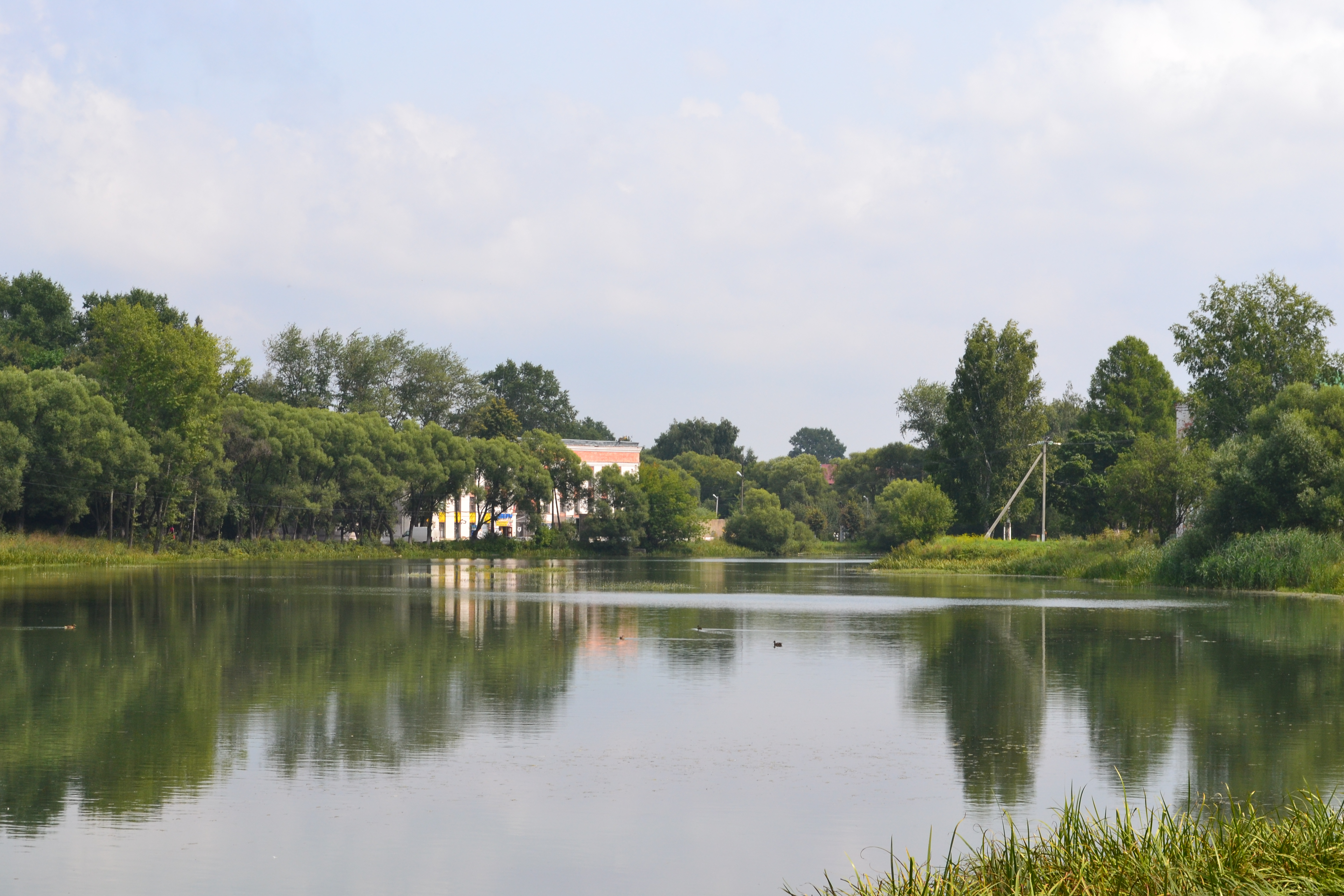
Река Горелый крест летом

Речной бассейн реки — Ока. Относится к Окскому бассейновому округу, речной подбассейн реки — бассейны притоков Оки от Мокши до впадения в Волгу, водохозяйственный участок реки — Клязьма от города Ногинск до города Орехово-Зуево.
Код объекта в государственном водном реестре — 09010300612110000031451.